# Robert Curl
Robert Floyd Curl (Alice, 23 agosto 1933 – Houston, 3 luglio 2022) è stato un chimico statunitense.

## Biografia
Ottenne il Bachelor of Arts dell'Università Rice nel 1954 e il Ph.D. dell'Università di Berkeley nel 1957. Le attuali ricerche di Curl riguardano la chimica fisica.
Ha ricevuto il premio Nobel per la chimica nel 1996, insieme a Richard Smalley e Harold Kroto, «per la loro scoperta del fullerene»